# San Leo
San Leo ist eine italienische Gemeinde mit 2815 Einwohnern (Stand 31. Dezember 2023) in der Provinz Rimini in der Nähe von San Marino und nahe der Adria in der Region Emilia-Romagna. Die Ortsteile Montefotogno, Pietracuta und Torello liegen am Fluss Marecchia. Der Ort erhielt seinen Namen nach dem von jenseits der Adria gekommenen Bischof Leo, der im Jahre 360 starb (sein Fest wird am 1. August gefeiert): Er soll hier das Christentum gepredigt haben. Der Deckel seines Steinsarkophages befindet sich heute im Dom.
Die Gemeinde ist Mitglied der Vereinigung I borghi più belli d’Italia (Die schönsten Orte Italiens).

## Geschichte
Nach verschiedenen Besitzerwechseln im Krieg zwischen den oströmischen Truppen unter Belisar und Narses und den Ostgoten zwischen 536 und 553 gelangte San Leo nach 568 unter die Herrschaft der Langobarden, und der antike Name des Berges wurde allmählich zur Bezeichnung der ganzen umliegenden Landschaft, des Montefeltro. Der erste gesicherte Bischof hieß Agathus und nahm im Jahre 826 an einer Bischofsversammlung in Rom teil; heute gehört San Leo zum Bistum San Marino-Montefeltro. Der langobardische Herzog Orso residierte hier seit 885 und förderte die Kirche, so durch die Stiftung eines steinernen Baldachins auf vier Säulen über dem Hauptaltar der Pfarrkirche, wo sein Name zu lesen ist.
In der Auseinandersetzung zwischen dem deutschen König Otto I. und seinem aus dem Piemont stammenden Rivalen Berengar II., der hier zwischen 962 und 963 seinen Hof hatte, wurde dieser von Otto belagert und zur Aufgabe gezwungen; anschließend wurde Berengar in die Gefangenschaft nach Bamberg gebracht, wo er verstarb.
Im Jahre 1155 ist mit Montefeltrano I. (ca. 1135–1202) der erste Angehörige der wichtigen Adelsfamilie der Montefeltro in San Leo überliefert. Kaiser Friedrich II. verlieh 1226 zwei seiner Nachfahren die Grafschaft Urbino, deren Bestandteil der Ort und sein Umland waren.
Schon 1213 hatte sich der heilige Franziskus als Gast der Grafen Buonconte und Taddeo in San Leo aufgehalten. Nach längeren Kämpfen zwischen den Montefeltro und den Malatesta von Rimini gehörte die Stadt seit 1441 wieder zum Besitz der ursprünglichen Herren. Das Haus Montefeltro stieg 1443 zu Herzögen von Urbino auf. Mit dem Aussterben der Montefeltro im Jahre 1508 fiel das Herzogtum im Erbweg an die Familie della Rovere, die Verwandten von Papst Julius II. (1503–1513). Das seit 1472 bestehende Herzogtum Urbino fiel schließlich nach dem Aussterben auch dieser Familie 1631 an den Kirchenstaat. Am 24. September 1860 wurde San Leo von den italienischen Truppen eingenommen und ist seitdem Bestandteil des italienischen Staates.
San Leo gehörte bis zum 15. August 2009 zur Provinz Pesaro und Urbino in den Marken. Durch Beschluss einer Volksabstimmung, die am 17. und 18. Dezember 2006 stattfand, wechselte der Ort zusammen mit sechs anderen Gemeinden die Provinzzugehörigkeit und gehört seitdem zur Provinz Rimini. Die Marken legten dagegen Einspruch beim italienischen Verfassungsgericht ein, der aber als unbegründet zurückgewiesen wurde.

## Sehenswürdigkeiten
Die wichtigsten sakralen Gebäude sind die auch als Basilika bezeichnete Pfarrkirche „Pieve di Santa Maria Assunta“ aus dem 9. Jahrhundert und die etwas erhöht gegenüber stehende, größere Kathedrale San Leone aus dem 12. Jahrhundert. Beide Kirchen erreicht man nach einem Stadttor und dem Hauptplatz, der Piazza Dante, mit drei Palästen, darunter dem Palazzo Medici. Die von drei Apsiden bestimmte Rückfassade der Pieve wird durch Lisenen und Blendbögen bestimmt, welche auch die Längsseite prägen. Im dreischiffigen Inneren steht der Altar mit seinem Baldachin; zu sehen ist auch ein angeblich vom heiligen Leo gestiftetes kleines Heiligtum. Der hochromanische, im Jahre 1173 begonnene Dom besteht aus goldfarbigem Sandstein und besitzt nicht nur eine Rückfront mit drei Apsiden, sondern auch eine dreigeteilte Hauptfassade mit schmalen Halbsäulen und Blendbögen; der dreischiffige, ansehnliche Innenraum weist wie die Pfarrkirche eine Krypta mit drei Apsiden auf. Der Glockenturm steht einzeln auf einer leichten Anhöhe.

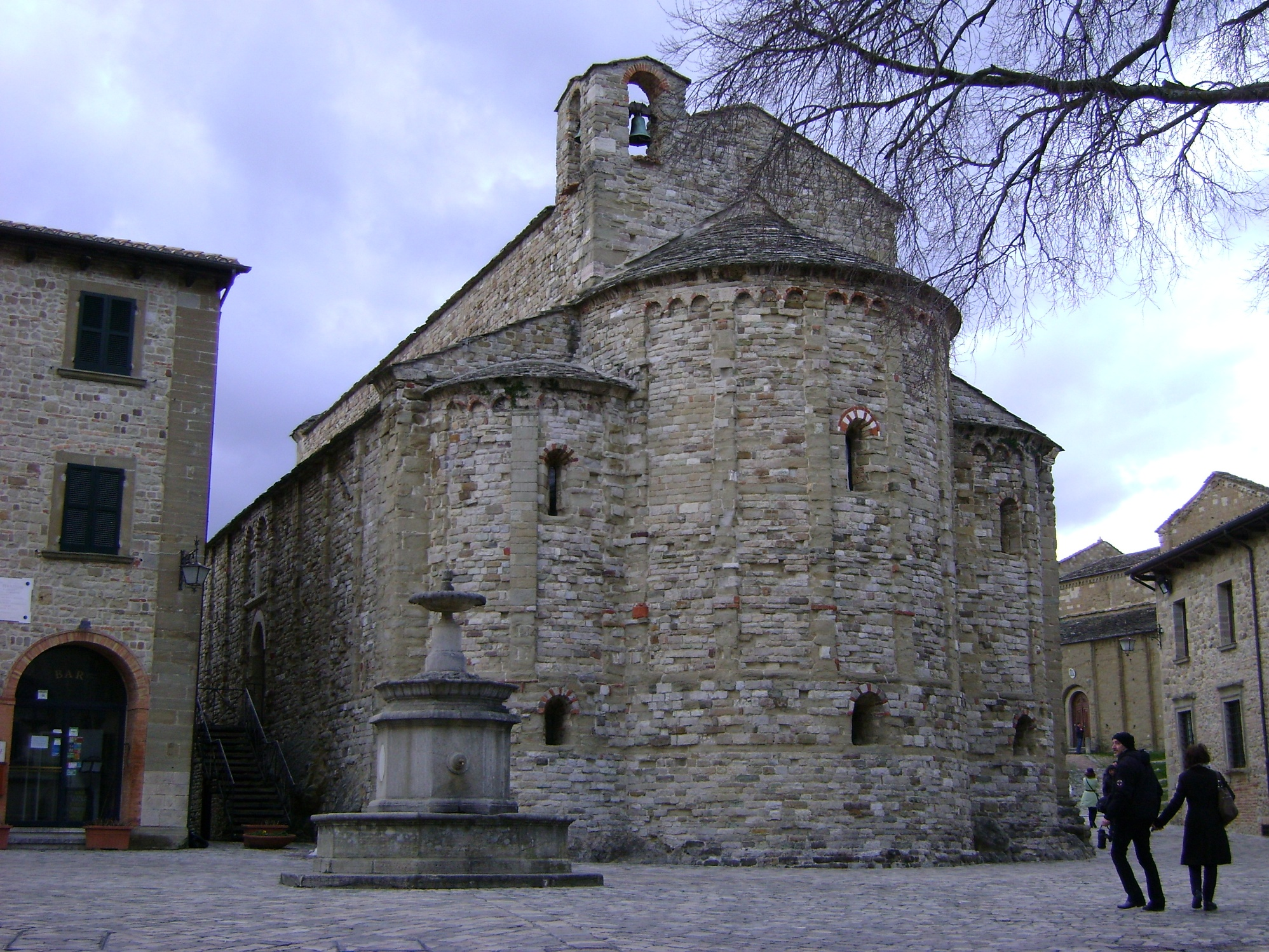
Pieve di Santa Maria Assunta
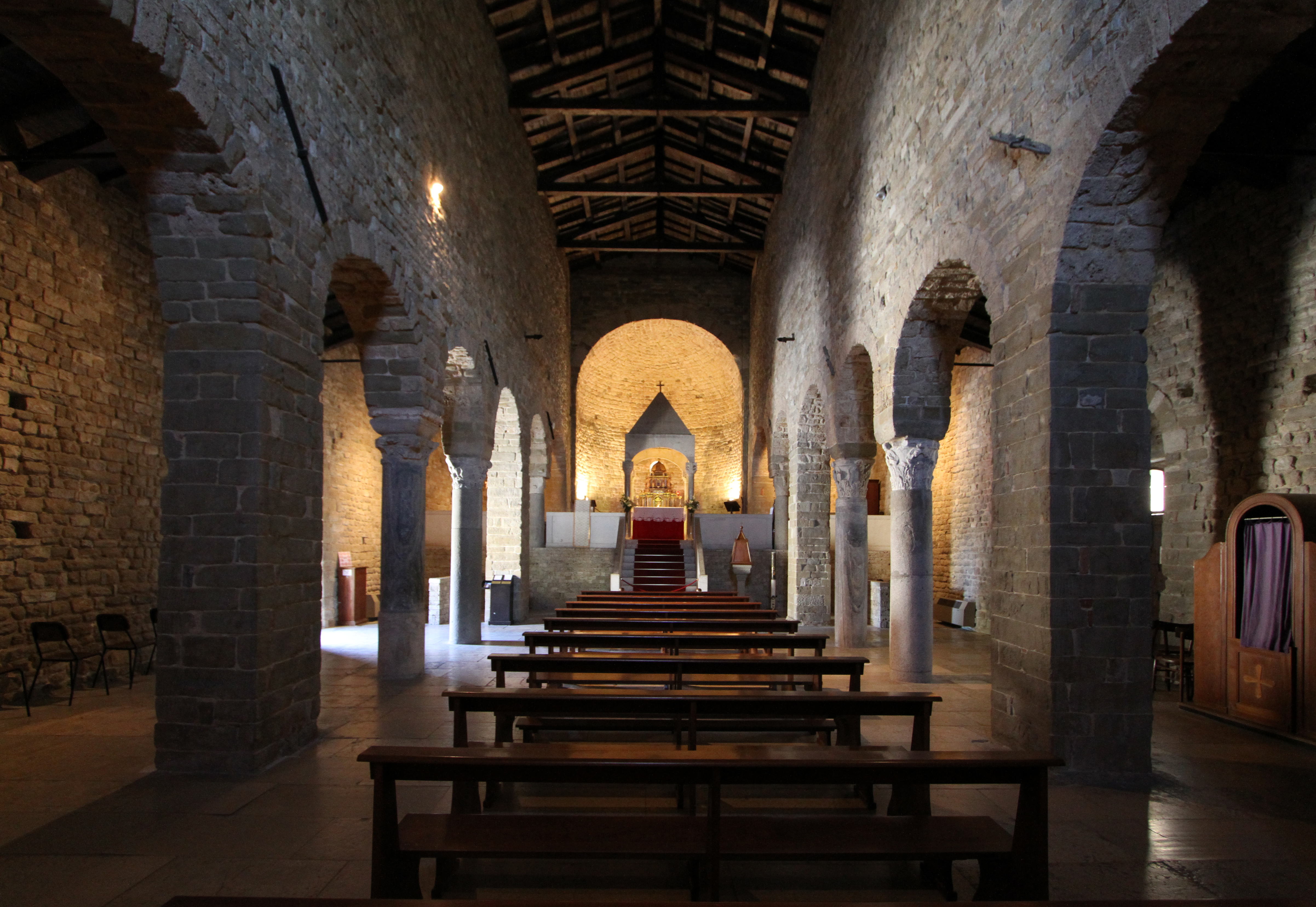
Blick zum Altar der Santa Maria Assunta
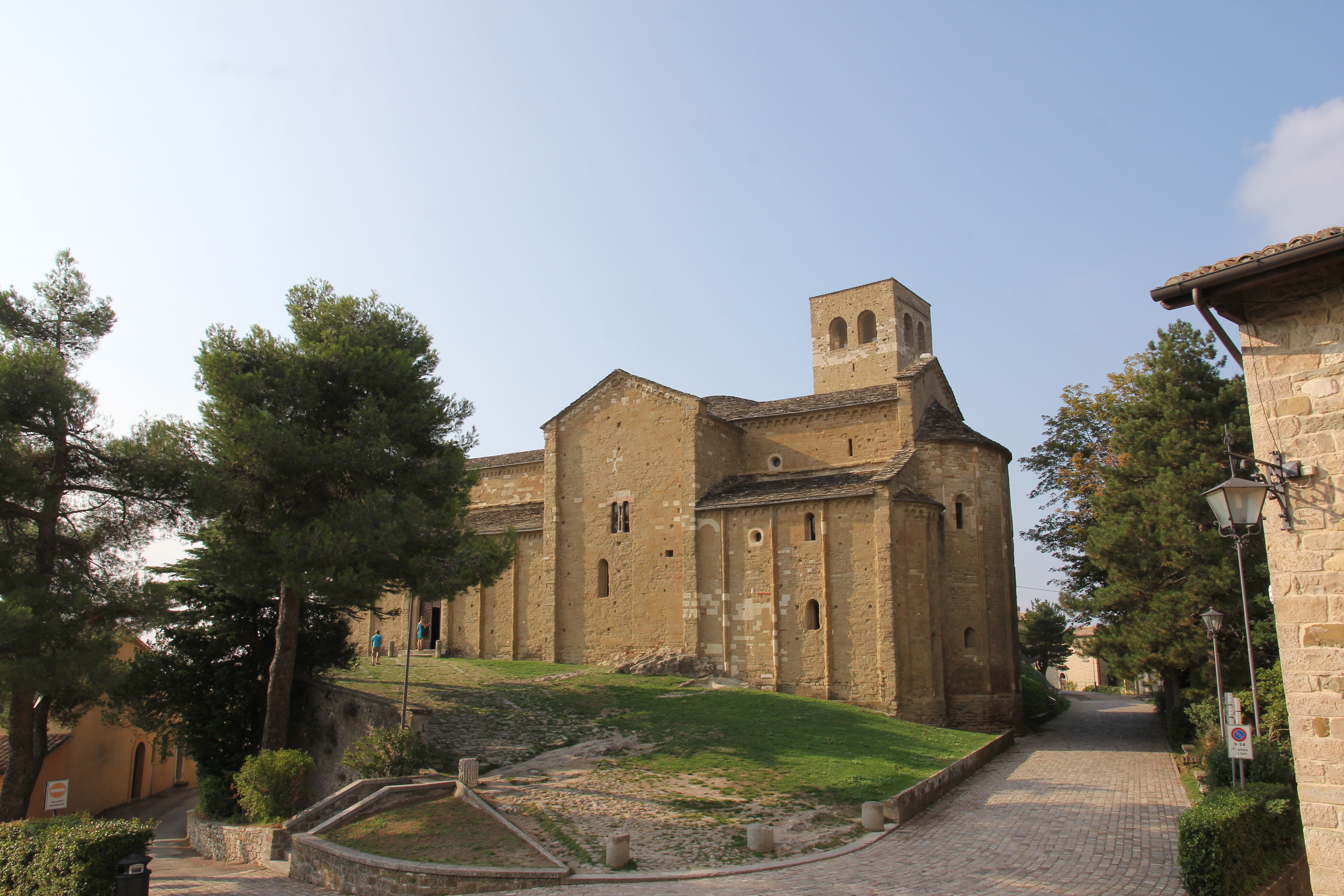
Blick auf den Dom
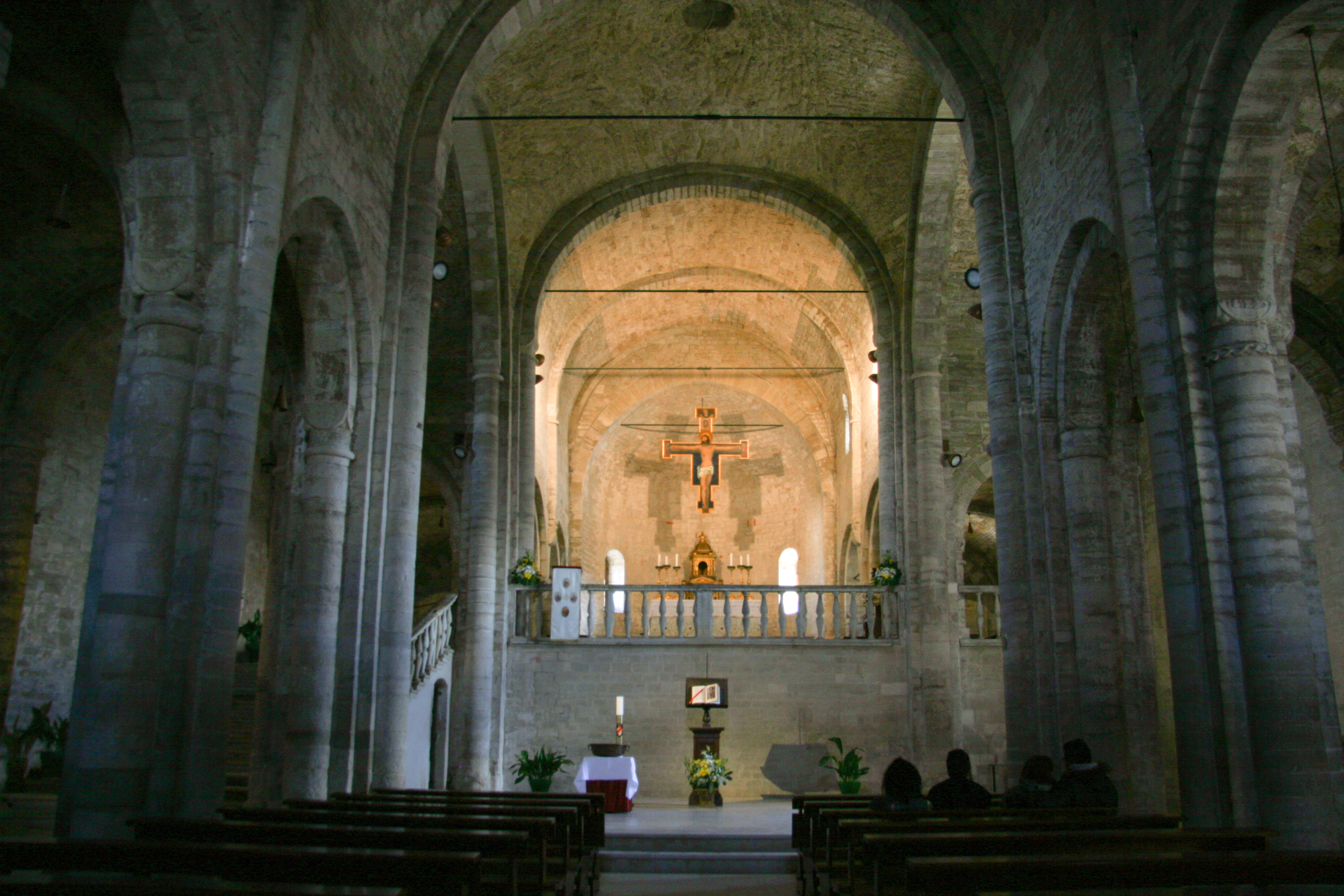
Im Dom
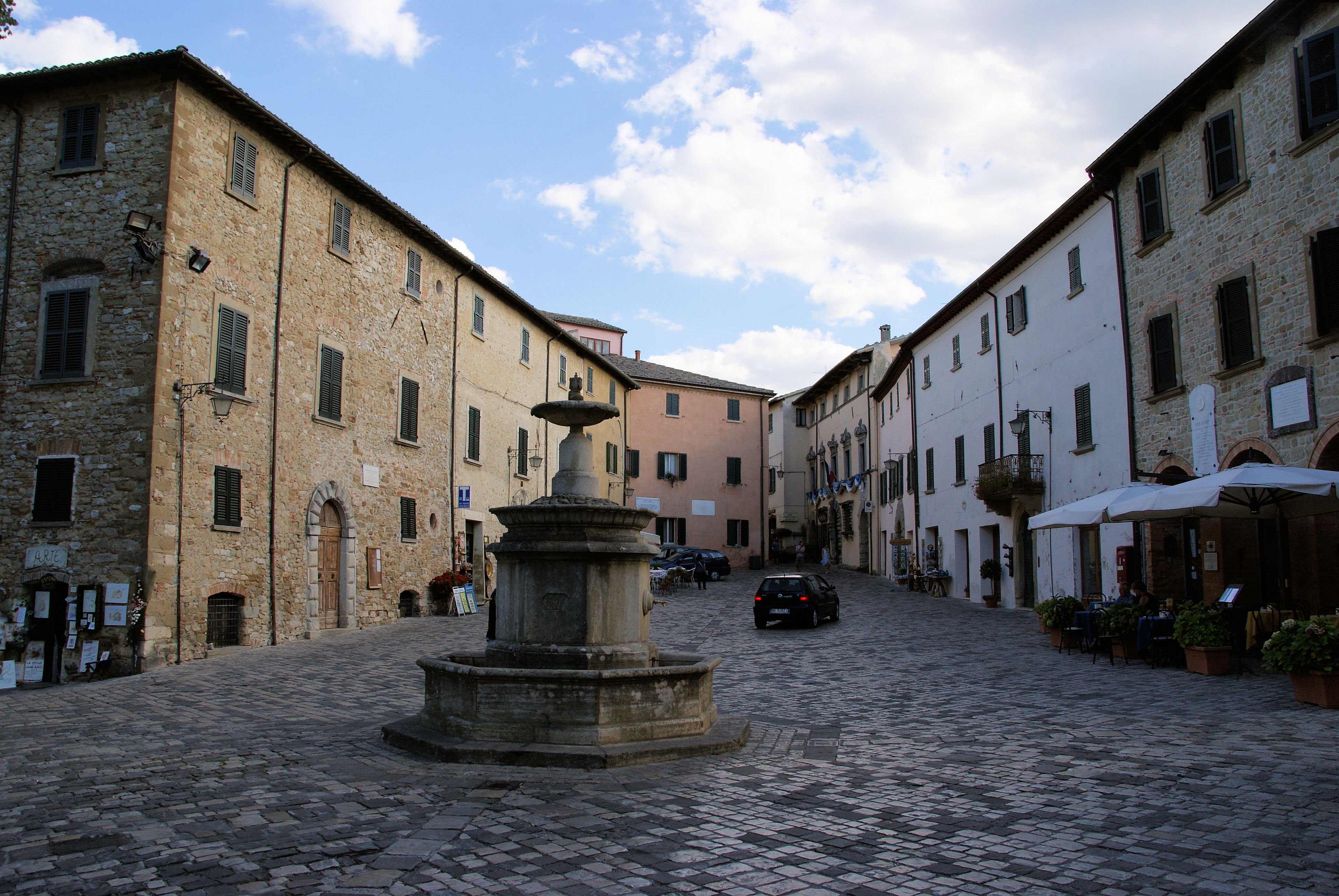
Piazza Dante
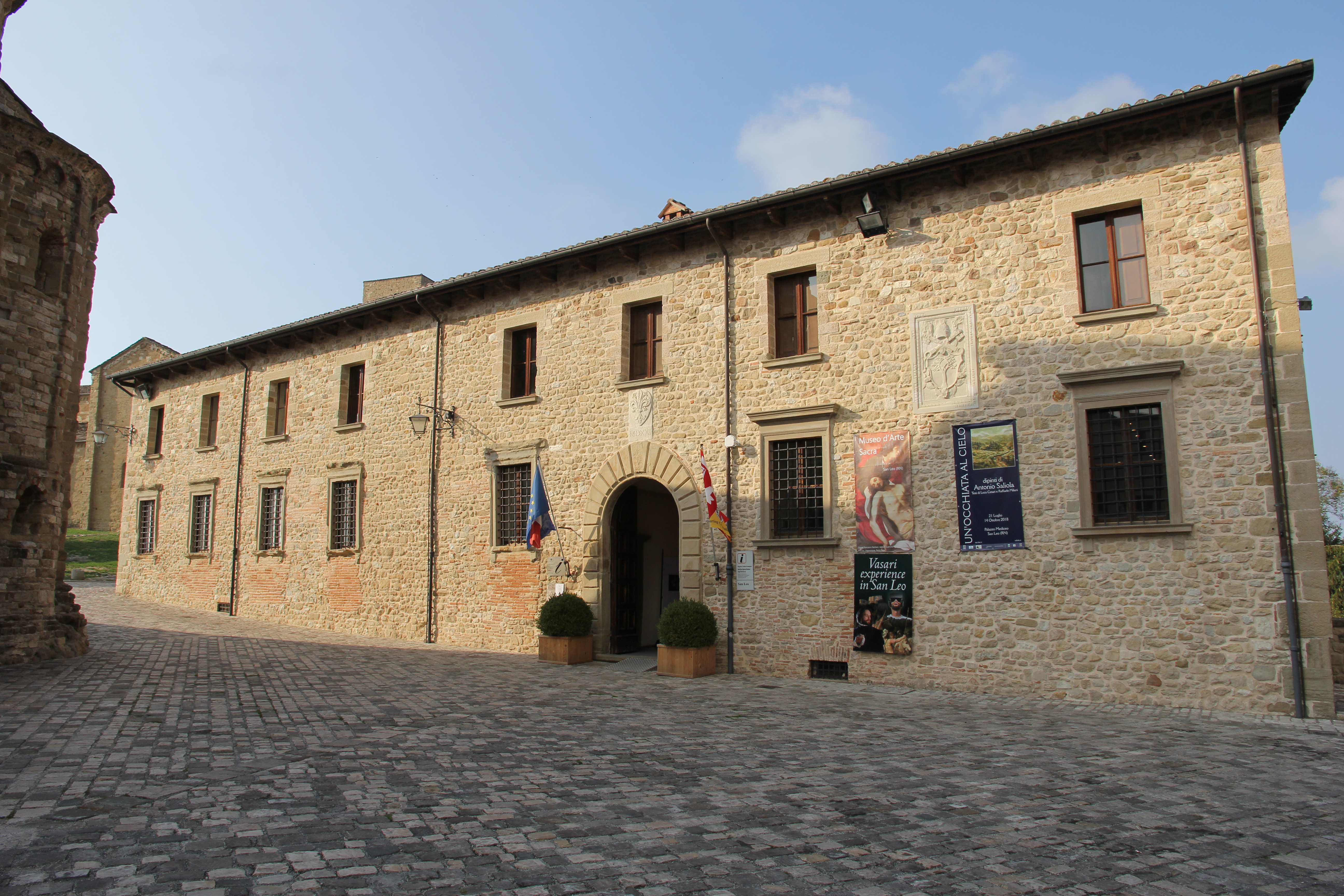
Palazzo Medici
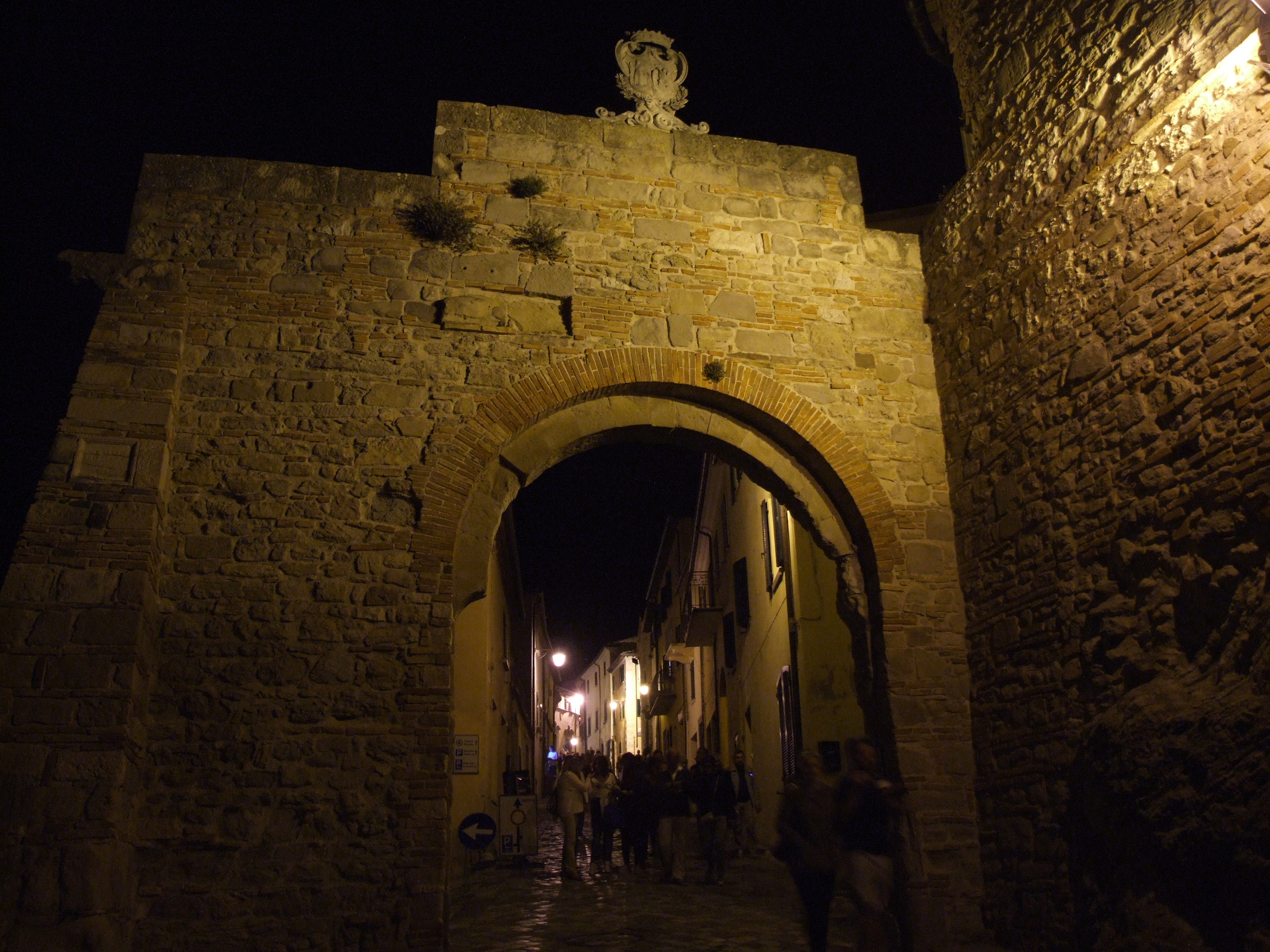
Blick durchs Stadttor ins nächtliche San Leo

### Festung San Leo

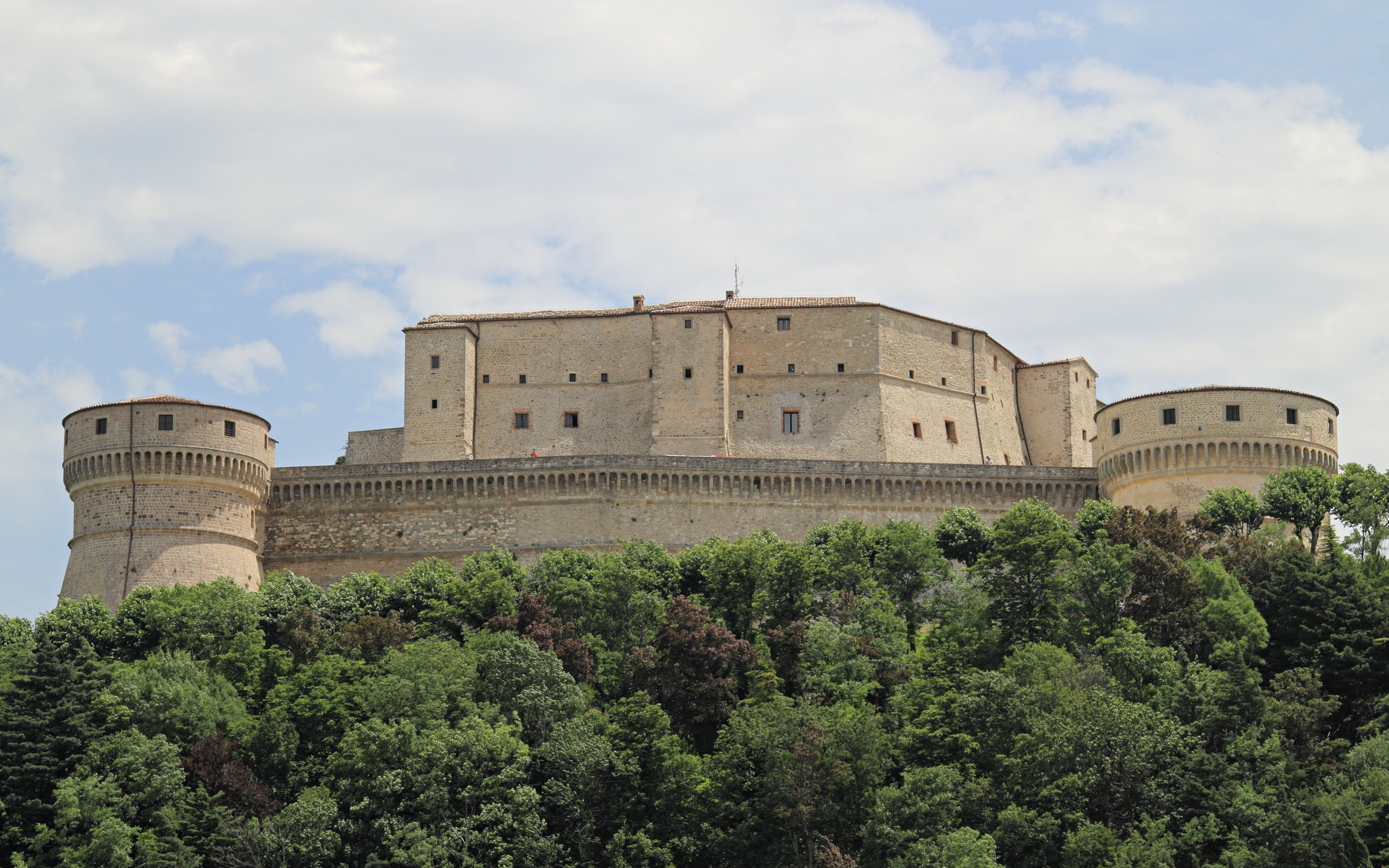
Festung San Leo

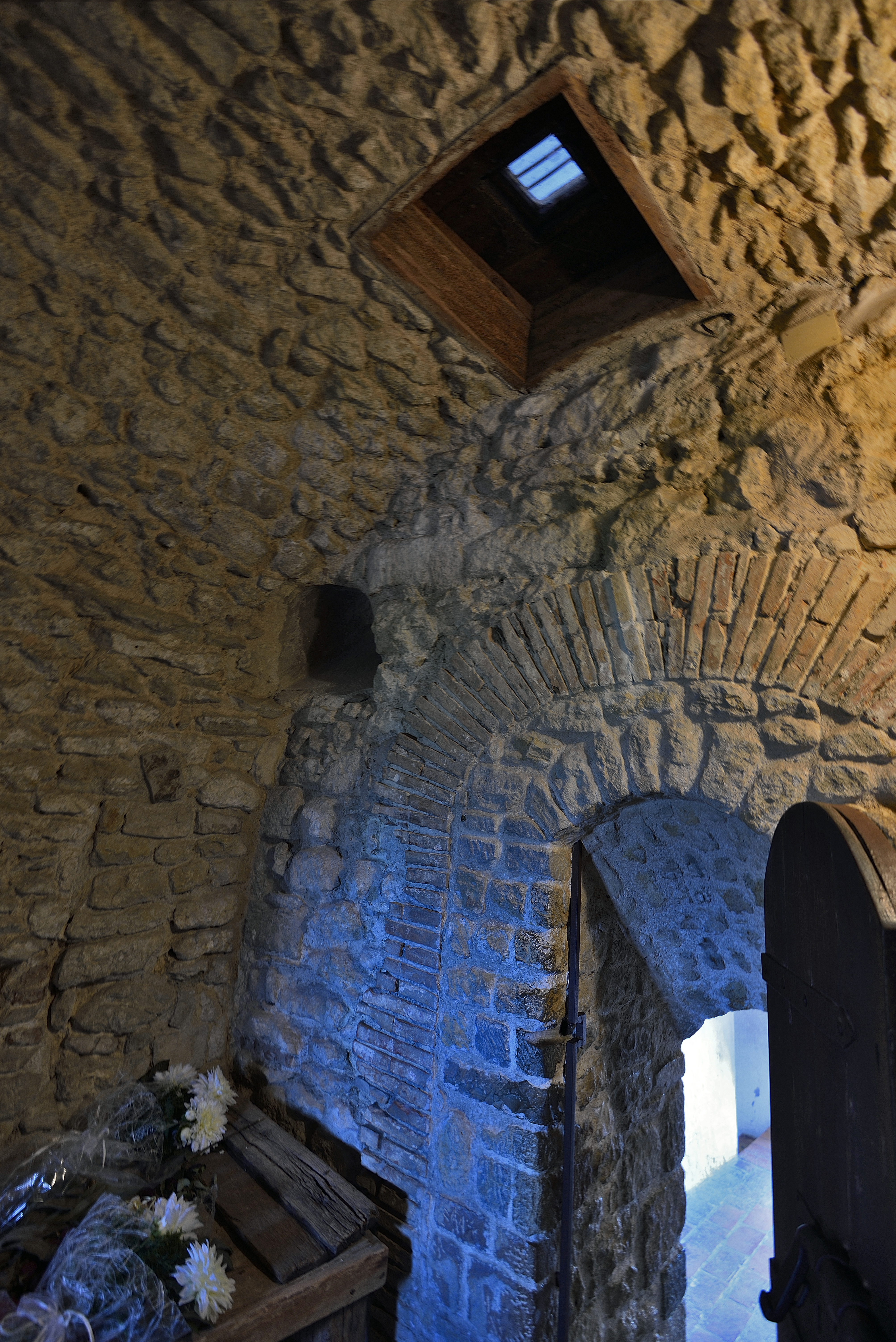
Cagliostros Zelle

Die eindrucksvolle Festung oberhalb von San Leo liegt weithin sichtbar auf einer Höhe von 600 Metern. Sie besitzt einen ungefähr dreieckigen Grundriss mit zweiflügeligem Gebäudekomplex am steilen Abhang des in römischer Zeit als Mons Feretrius benannten Stadtberges; die gegenüberliegende Seite wird von zwei mächtigen Rundtürmen aus der Renaissance geschützt. In römischer Zeit soll auf der Felskuppe von San Leo ein Tempel für den Gott Iuppiter Feretrius gestanden haben. Den Ausbau zur ursprünglich viereckigen Festung (am Bergabhang stürzte ein Teil der Burganlage in den Abgrund) unternahm im späten 15. Jahrhundert der Architekt Francesco di Giorgio Martini aus Siena nach dem Willen des Herzogs von Urbino, Federico von Montefeltro, und schuf so eine praktisch uneinnehmbare Festung.
Seit dem 18. Jahrhundert diente die Festung von San Leo dem Vatikan als Kerker. In den Jahren 1791 bis 1795 verbrachte hier als berühmtester Gefangener der Alchimist, Arzt und Freimaurer Giuseppe Balsamo, besser bekannt unter dem von ihm selbst erfundenen Namen Graf Alessandro Cagliostro, vier Jahre qualvoller Haft, nachdem er von der Heiligen Inquisition wegen Ketzerei zum Tode verurteilt und seine Strafe von Papst Pius VI. (1775–1799) in lebenslange Haft umgewandelt worden war. Er starb am 26. August 1795 in einem engen, als „pozzetto“ (italienisch Brunnen) bezeichneten Verlies der Festung. Diese ist heute ein Museum: Zu besichtigen gibt es neben alten Möbelstücken und Waffen (vom Mittelalter bis zum Zweiten Weltkrieg) einen Folterkeller mit den einschlägigen Folterwerkzeugen und die Zelle, in welcher der angebliche Graf Cagliostro bis zu seinem Tod einsaß. Der Hochstapler und Alchimist starb wohl an der Syphilis; ein Mordanschlag seiner Wärter ist unwahrscheinlich.
Der Stolz der Bewohner von San Leo auf ihren Ort und die Festung äußert sich manifest in dem in ihrem Dialekt formulierten Sinnspruch: Un sol Pépa, un sol Dé, un sol fort d' San Lé (Nur ein Papst, nur ein Gott, nur eine Festung von San Leo).

## Sport
Im Jahr 2024 führte die Tour de France auf der 1. Etappe durch San Leo. Dabei wurden in der Gemeinde zwei Bergwertungen abgenommen. Zunächst führte die Via San Leo von Secchiano auf die Côte de San Leo (584 m), ehe die Côte de Montemaggio (508 m) über die S89 erreicht wurde. Die Côte de San Leo wies auf einer Länge von 4,6 Kilometern eine durchschnittliche Steigung von 7,7 % auf und galt als Bergwertung der 2. Kategorie. Die 4,2 Kilometer lange Côte de Montemaggio wurde als Bergwertung der 3. Kategorie klassifiziert und stieg im Schnitt mit 6,6 % an. Die beiden Anstiege wurden 48,7 bzw. 38,9 Kilometer vor dem Ziel in Rimini überquert. Der Franzose Romain Bardet nutzte die Côte de San Leo um sich rund 50 Kilometer vor dem Ziel vom Hauptfeld abzusetzen und zu seinem Teamkollegen Frank van den Broek aufzuschließen, der sich in der Ausreißergruppe befand. Die beiden legten die letzten Kilometer zu zweit zurück, ehe Romain Bardet die Etappe in Rimini gewann und in das Gelbe Trikot schlüpfte.

## Persönlichkeiten
- Sante Ciacci (* 1941), san-marinesischer Radrennfahrer

## Partnerstädte
- San Marino (Stadt)